# 휴 블레어

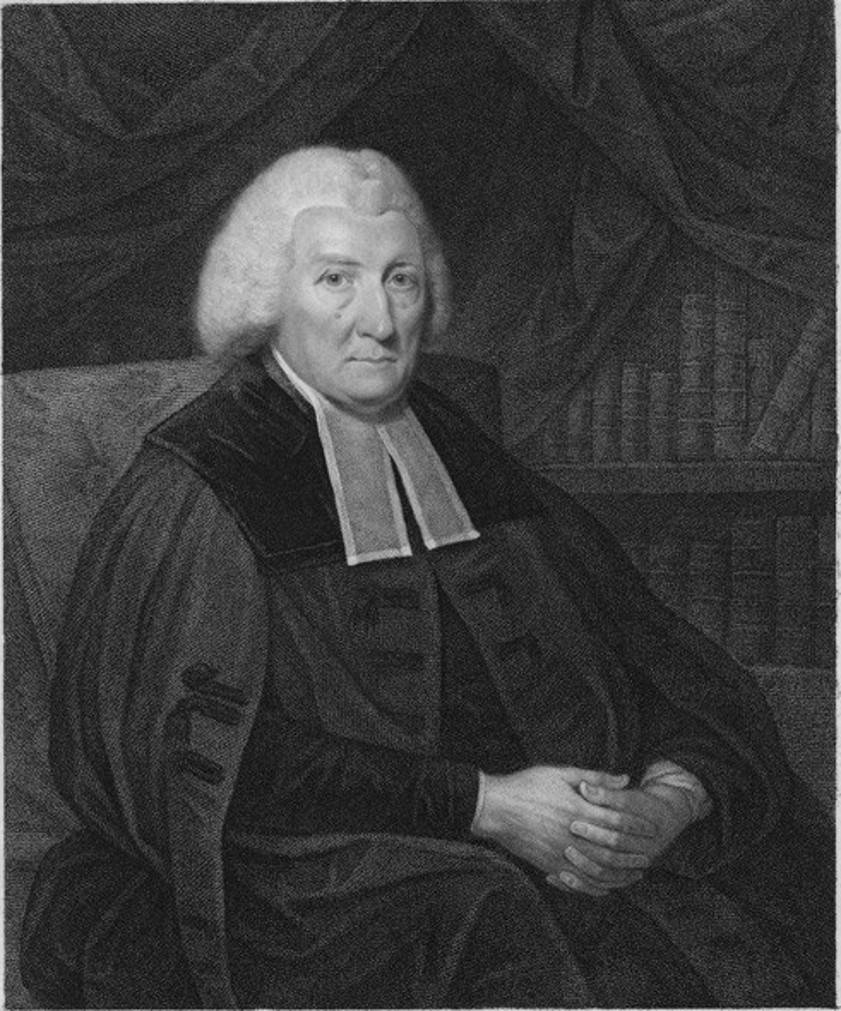
휴 블레어의 초상화

휴 블레어(Hugh Blaire, 1718년 4월 7일 - 1800년 12월 27일)는 스코틀랜드 교회의 목사이며, 수사학과 아름다운 문학 ( belles letters) 교수였다. 그는 '에든버러에 있는 성 길레스 교회에서 국제적으로 유명한 설교가였다.
그는 스코틀랜드 계몽주의의 선구자 중의 한 명으로, 수사학 분야에 개척자이기도 하다. 데이빗 흄등과 같이 스코틀랜드를 대표하는 계몽주의가이다.

## 자코바이트의 난에 대한 그의 설교
그는 1746년 4월에 일어난 컬로덴 전쟁이후에 왜 하나님은 이런 보복을 영국에 하셨는가? 라는 내용의 설교를 하였다. 그는 영국이 '행복한 헌법'을 가졌었지만, 타락한 결과 사치, 삶의 방식의 타락, 종교적인 무관심으로 인해 하나님의 진노를 불러왔다고 설교하였다. 또한 하나님은 나쁜 사람들을 비밀적인 방법으로 사용하여 영국인들이 신앙을 잃지 않도록 섭리 가운데 역사하신다고 선포하였다.
| “ | 종교(기독교)는 인류를 문명화시킨다. | ” |

## 주요 작품
- A Critical Dissertation on the Poems of Ossian
- Son of Fingal; Sermons
- Lectures on Rhetoric and Belles Lettres
- The Wrath of Man Praising God. A Sermon Preached in the High Church of Edinburgh, May 18, 1746 ( Edinburgh, 1746 )